# Тай У
Тай У (кит. трад. 太戊, упр. 太武, пиньинь Tai Wu) или Да У — правитель Китая из династии Шан, племянник Сяо Цзя.

## Правление
В 26-й год правления в его государство отправила своего посланника владычица Западных варваров. Вскоре Тай У отправил своего посланника с ответным визитом. В 35-й год правления правитель написал поэму под названием «Яньче». На 58-м году своего правления император построил город Пугу. В 61-й год правления в его владения отправили свое посольство девять восточных варварских племен. Тай У правил около 75 лет, власть после его смерти унаследовал его брат Юн Цзи.